# Сефі I
Сефі I (*سام میرزا‎‎, 1611  —11 травня 1642) — шах Персії у 1629—1642 роках.

## Життєпис
Походив з династії Сефевідів. Син Солтана-Мохаммада Бакера-мірзи та грузинської наложниці Діланам-ханум. У 1629 році перед смертю шаха Аббаса I династія опинилася в складній ситуації, оскільки не виявилося гідного спадкоємця трону: з 4 синів шаха, що пережили дитинство, одного було страчено (батька Сефі, який помер 1615 року), двох інших засліплено, а четвертий помер. Тому спадкоємцем Аббас I оголосив свого онука Сефі.
Молодий вік та недосвідченість молодого шаха негативного вплинуло на стан справ у державі. До того ж він не мав державницького хисту, більше був схильний до розкошів, пияцтва та розпусти. Водночас ненавидив паління, видавши наказ карати тих, їто палить, вливаючи розплавлений свинець.
Своїми невмілими діями він незабаром відштовхнув від себе сановників та військовиків померлого шаха. 1632 року наказав стратити свою стрийну Зубайду-бегум, її чоловіка Ісу-Курші Баші-хана та усіх їх синів. Того ж року за несуттєвою підозрою Сефі I наказав стратити талановитих військовиків, насамперед Зейнал-хана та ще декількох військових очільників.
Водночас продовжив традицію свого батька, оженившись на доньках Манучара I дадіані, князя мінгрелії, та Теймураза I, царя Картлі та Кахетії.
Розгардіяж в Персії призвів до нападу на неї зовнішніх ворогів. У 1629 році повстали бедуїнив центрі Месопотамії, подолік від Багдаду. Втім цей бунт вдалося швидко придушити. Того ж року внаслідок податкового тиску почалося повстання у провінції Гілянь, яке очолив Гаріб Шах. Повстання тривало майже увесь час володарювання Сефі I. війська останнього з великими складностями вдалося придушити його у 1642 році.
У 1629 році в межі Персії вдерлися війська Бухарського ханства, які спрямував Імам-кулі-хан, який намагався захопити Мерв та частину Хорасана. Втім війська Сефі I завдали поразки військам бухарців та союзних їм турменів.
На заході відновилася війна з Османською імперією. У 1630 році війська султана Мурада IV захопили Хамадан, зруйнували місто і вирізали населення. У 1635 року османські війська захопили Єреван і Тебріз, в 1638 році — Багдад. За цих невдач шах у 1634 році призначив великим візиром Сару такі, здібного та непідкупного сановника. За Каср-Ширинським мирним договором 17 травня 1639 року Єреван і Азербайджан були повернуті Персії, а Багдад і весь арабський Ірак остаточно відійшли Османської імперії.
Під час цієї війни у 1636 році прийняв гольштейн-готторпське посольство на чолі з Адамом Олеарієм. У 1638 Кандагарська область була знову захоплена могольським падишахом Шах Джаханом, якому допоміг Алі-Мардан-хан, колишній намісник Кандагару, якого напередодні звільнив шах Сефі I.
У 1639 році Сефі I відправив посольство до Фрідриха III, герцога Гольштейн-Готторпу. Втім результати цих дипломатичних зусиль були незначними: Гольштейн-Готторп не зміг налагодити міцних торгівльених зв'язків з Персією, а Сефі I не здобув технічної (військової) підтримки.
Сефи I помер від пияцтва в 1642 році в Кашані. Його поховано в Кумі. Впливові сановники поставили на трон другого сина Солтана-Мохаммада-мірзу під ім'ям Аббас II звели на престол, а чотирьох молодших засліпили.